# Alstroemeria

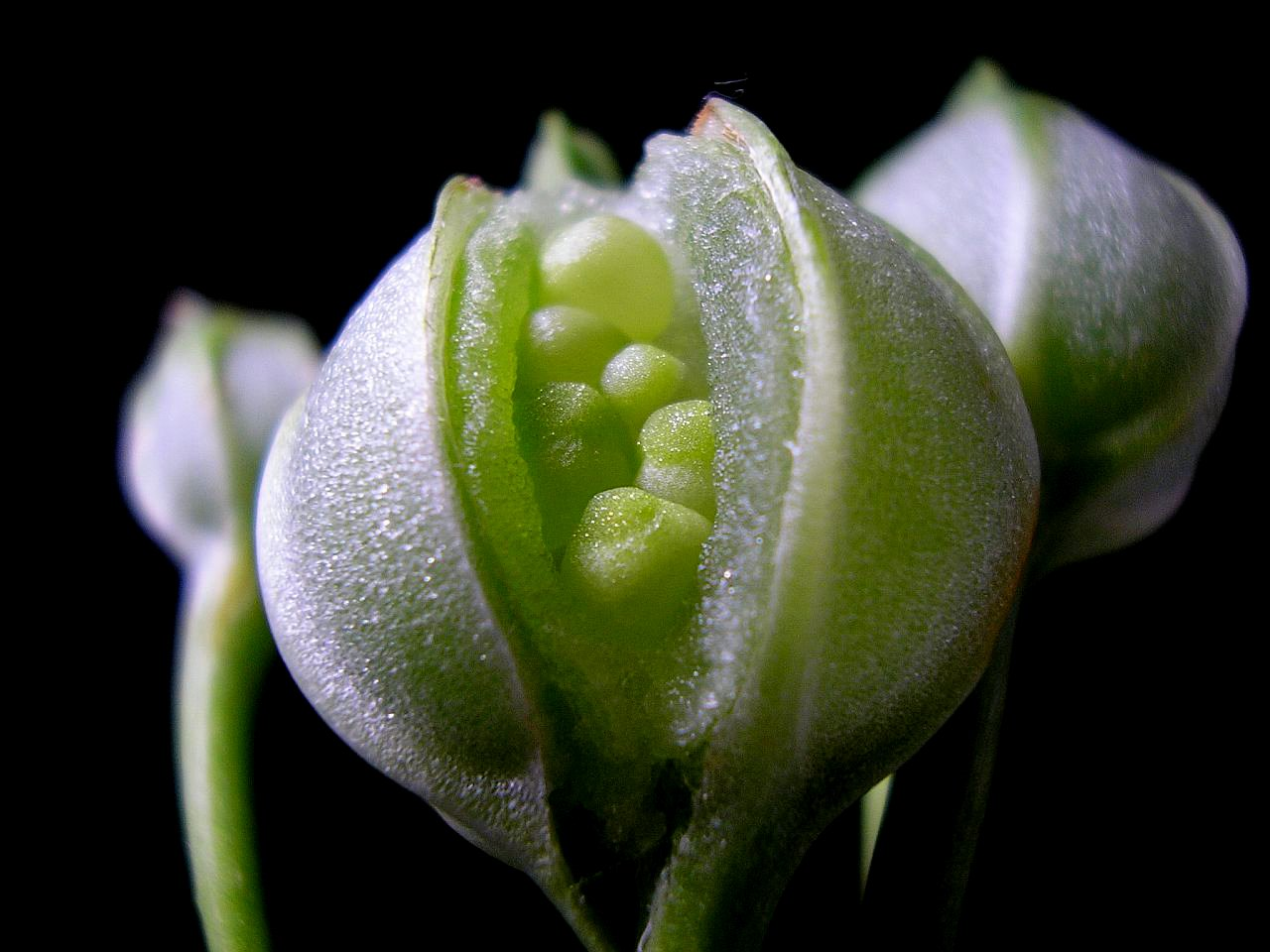
Una infrutescencia de Alstroemeria en dehiscendia.

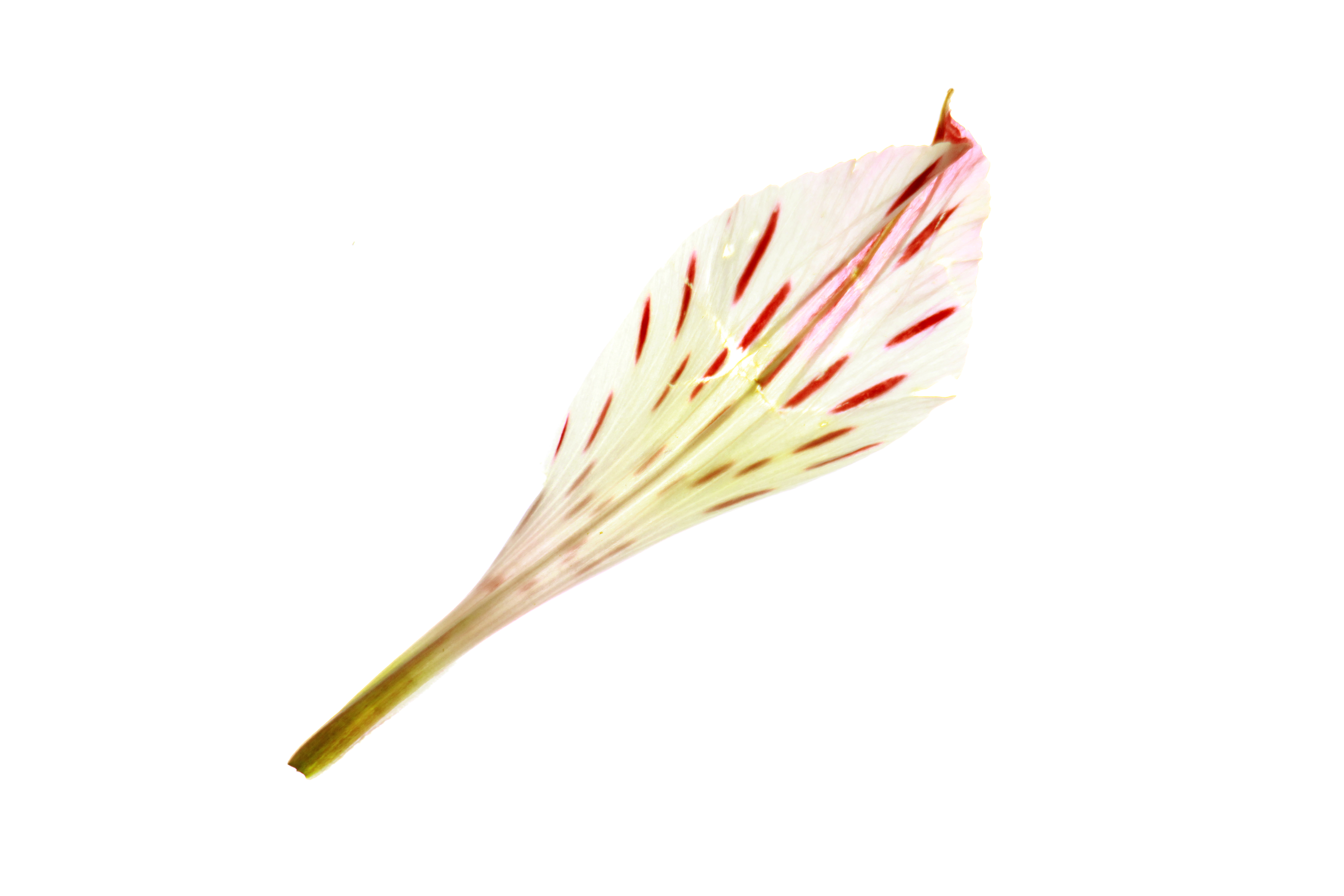
Pétalo alstroemeria blanca.

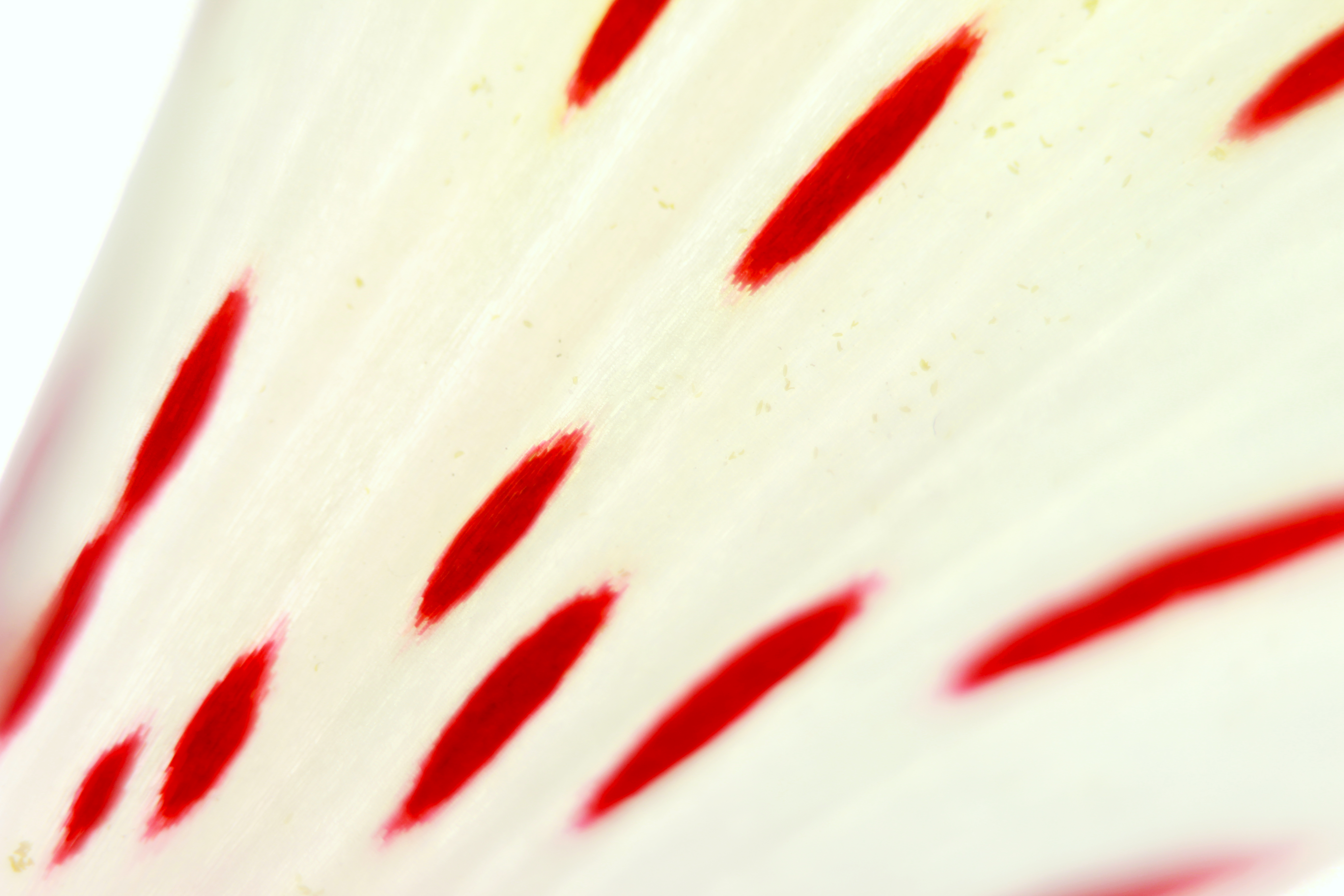
Detalle del pétalo.

Alstroemeria, generalmente llamada «astromelia» (un ejemplo de etimología popular), «lirio del Perú» o «lirio de los Incas», es un género de Sudamérica con alrededor de 120 especies, principalmente de regiones frescas y montañosas en los Andes.

## Descripción
La planta es tuberosa o rizomatosa perenne. Cada tallo erecto tiene un follaje de pocas hojas lanceloladas, y termina en una umbela de 3 a 10 flores. Estos tienen 6 pétalos con marcas y parches de colores contrastantes. El número cromosómico básico es x=8.
La morfología del polen de algunos taxones, incluyendo A. brasiliensis, A. haemantha y A. pelegrina se ha descrito más de una vez, pero, se sabe poco sobre las características palinológicas de todo el género y sus implicaciones sistemáticas/taxonómicas.

## Taxonomía
El género lo describió Carlos Linneo y se publicó en Planta Alstroemeria 8. 1762. La especie tipo es: Alstroemeria pelegrina L. 
Etimología
Alstroemeria: nombre genérico escogido por Carlos Linneo en honor a su amigo, el botánico sueco barón Clas Alströmer. Alströmer recolectó las semillas en un viaje a Sudamérica en 1753.

## Especies seleccionadas
- Alstroemeria aurea (sin.: Alstroemeria aurantiaca)
- Alstroemeria caryophyllaea
- Alstroemeria haemantha
- Alstroemeria ligtu
- Alstroemeria patagonica
- Alstroemeria psittacina

Un listado detallado de las especies del género se provee en Anexo:Especies de Alstroemeria.

### Cultivo y usos
Se han desarrollado muchos híbridos y unos 190 cultivares, con diferentes marcas y colores, desde el blanco, dorado o amarillo hasta el naranja, rosa, damasco, rojo, púrpura, violáceo o lavanda. La flor, que recuerda a un lirio en miniatura, es popular en buqués y arreglos florales comerciales. Cuando se la corta y mantiene en un jarrón con agua fresca, su vida es de alrededor de dos semanas. En los países de habla inglesa suele llamársela Ulster Mary.